# Présidence autrichienne du Conseil de l'Union européenne en 2018
Présidence bulgare du Conseil de l'Union européenne en 2018 Présidence roumaine du Conseil de l'Union européenne en 2019
La présidence autrichienne du Conseil de l'Union européenne en 2018 est la troisième présidence du Conseil de l'Union européenne assurée par l'Autriche.
Durant du 1er juillet au 31 décembre 2018, elle a fait suite à la présidence bulgare du Conseil de l’Union européenne, qui avait commencé le 1er janvier 2018, et a précédé la présidence roumaine, qui a commencé le 1er janvier 2019.

## Priorités
Le gouvernement autrichien définit trois priorités qui s'intègrent dans le programme politique commun mis en place avec l'Estonie et la Bulgarie, à savoir : implémenter la politique de sécurité et de défense commune et la politique migratoire, maintenir la compétitivité de l'UE, notamment avec le développement de l'économie numérique et assurer la stabilité dans le voisinage de l'UE.
La devise choisie par la présidence est « Une Europe qui protège », pour atteindre cet objectif, l'Autriche a choisi la démarche du renforcement du principe de subsidiarité en dissociant « les grandes questions requérant une solution commune des petites questions dans lesquelles les États membres ou les régions peuvent prendre de meilleures décisions ».  L'Autriche se voit dans le rôle d’un « médiateur neutre » dans un contexte de montée des divergences entre les gouvernements des États membres europhiles et eurosceptiques.
Lors de la réunion de la Conférence des présidents du Parlement européen, le chancelier fédéral Sebastian Kurz a précisé : « Nous assumons une grande responsabilité en Europe avec la présidence du Conseil. Pour cela, une coopération étroite avec le Conseil européen, la Commission européenne et le Parlement européen en tant qu'institutions de l'UE est très importante pour nous ». Cette coopération entre les institutions européennes, les États membres et la présidence autrichienne doit permettre de répondre aux grandes problématiques de l'UE : la protection des frontières extérieures en relation avec la crise migratoire et ses conséquences politiques, économiques et sociales, les négociations du Brexit et le maintien de la compétitivité économique des 28. Sebastian Kurz a ajouté : « Nous assumons la présidence du Conseil dans une époque de tensions découlant de la crise migratoire, du Brexit et de crises internationales. De plus, il s'agit de la dernière présidence du Conseil complète ayant lieu avant les élections du Parlement européen [de 2019]. L'Autriche contribuera à renforcer la coopération dans l'UE ».

## Identité visuelle
Le gouvernement autrichien a choisi une identité visuelle simple avec un logo dans lequel apparaissent les lettres « eu » en minuscule pour European Union (soit Union européenne, traduit en anglais) et « .at », également en minuscule, désignant le domaine de premier niveau de l'Autriche (« at » est également l’indicatif du pays sous sa forme ISO 3166-1 alpha-2). L'année 2018 est également indiquée ; l'ensemble forme un carré composé de trois caractères sur trois ; le code couleur est celui du drapeau autrichien : les lettres sont de couleur rouge et les chiffres de couleur blanche. Le site officiel de la présidence reprend les mêmes caractères.

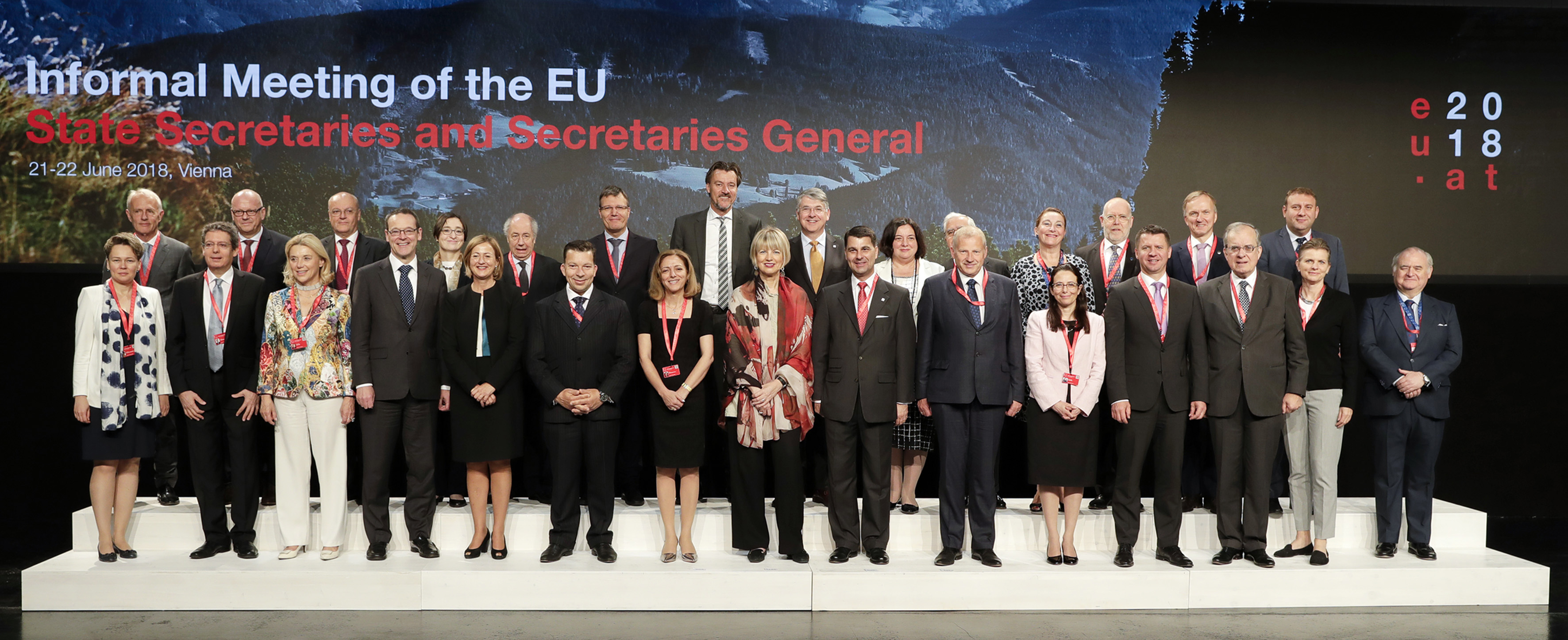
Réunion de préparation de la présidence autrichienne réunissant les représentants des ministères des Affaires étrangères des États membres de l'UE.

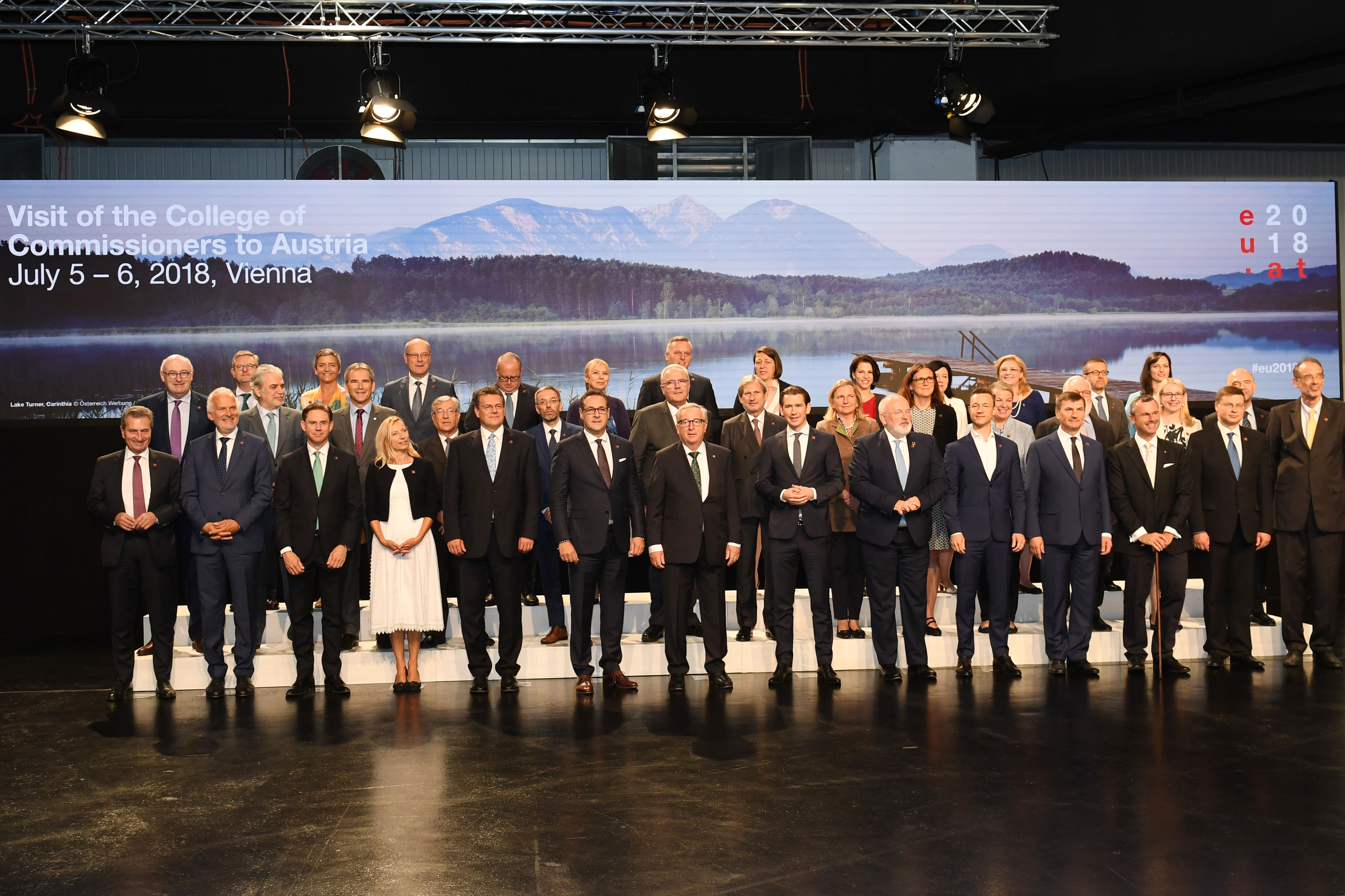
Rencontre du gouvernement autrichien avec un collège de membres de la Commission européenne à l'occasion du début de la présidence autrichienne.